# MIMS
Shawn Tapiwa Mims (22 maart 1981) is een Amerikaanse rapper die bekend werd door zijn single This Is Why I'm Hot, die in de Bilboard Hot 100 de nummer 1-positie bekleedde. Hij is bekend onder de artiestennaam MIMS, meestal geschreven met alleen maar hoofdletters. Zijn enige album is Music Is My Savior.
- Bibliothèque nationale de France: cb15535763c (data)
- Gemeinsame Normdatei: 135491606
- International Standard Name Identifier: 0000 0000 5522 722X
- Library of Congress Control Number: no2007046155
- MusicBrainz: f57ceb78-1e1d-427e-8fad-30d63acf9d4a
- Virtual International Authority File: 12616171
- WorldCat: E39PBJqQBPfkRkHKmXRy7P4g8C